# CSI: Cyber
CSI: Cyber is een Amerikaanse politieserie over een forensisch onderzoeksteam in computercriminaliteit met hun hoofdkwartier in Quantico.  De serie is een spin-off van de serie CSI: Crime Scene Investigation en de vierde serie in de CSI-franchise. De serie werd geïntroduceerd via een speciale aflevering van CSI: Crime Scene Investigation. CSI: Cyber startte in 2015 en werd geproduceerd door CBS. CBS zette de serie op 12 mei 2016 na twee seizoenen stop.
Net zoals de andere CSI's werd CSI: Cyber gemaakt door Anthony E. Zuiker, ditmaal geholpen door Ann Donahue en Carol Mendelsohn. De titelsong van deze serie is I Can See for Miles van The Who.

## Verhaal
Het FBI-team belast met het onderzoek naar computercriminaliteit, onder leiding van special agent Avery Ryan (Patricia Arquette), werkt aan zaken die verband houden met het dark net en deep web. Avery, een gerenommeerde gedragspsycholoog, heeft de leiding over de Cyber Crime Division bij FBI Quantico. Het team, dat onder anderen bestaat uit alleenstaande vader en voormalig marinier senior special agent Elijah Mundo, hackingsavant Daniel Krumitz, ex-black hats Raven Ramirez en Brody Nelson, en adjunct-directeur Simon Sifter, heeft de taak om binnen de jurisdictie van de FBI internetgerelateerde moorden, cyberdiefstal, hacken, zedendelicten, chantage, en andere cybercriminaliteit aan te pakken.

## Rolverdeling

### Hoofdrolspelers
- Dr. Avery Ryan (Patricia Arquette) - special agent in charge: Dr. Ryan was een gerespecteerde psychiater werkzaam in  New York toen haar database werd gehackt, dit resulteerde in de dood van een van haar patiënten. Hierdoor verliet zij New York en kwam in aanraking met het forensisch onderzoeksteam in computercriminaliteit van de FBI. Zij werd daar aangesteld als leidster van een groep agenten die door het hele land jacht maakt op cybercriminelen. Voordat zij bij de FBI begon was zij getrouwd en had een kind, na het overlijden van haar kind strandde het huwelijk en scheidde zij van haar man.
- Elijah Mundo (James Van Der Beek) – rechterhand van dr. Ryan: Een voormalige Amerikaanse marinier die gespecialiseerd is in forensisch onderzoek, wapens, voertuigen en explosieven. Mundo ligt in een scheiding met zijn vrouw maar wil dat hun huwelijk gered kan worden, samen hebben zij een dochter. In zijn vrije tijd is hij vooral actief met computerspellen, hierdoor beseft hij de gevaren van het internet.
- Simon Sifter (Peter MacNicol) - adjunct-directeur (seizoen 1): als adjunct-directeur is hij verantwoordelijk voor de afdeling Cyber Crimes en moet erop toezien dat het team degelijk werk aflevert. Tijdens zijn werkzaamheden bij de FBI heeft Sifter contacten en connecties opgebouwd die van onschatbare waarde zijn voor zijn functie. Naast zijn normale werkzaamheden moet hij ook regelmatig optreden als buffer tussen het team en de overheid.
- Brody Nelson (Shad Moss) – een voormalige black hat en nu FBI analist: Voordat Nelson werkzaam was bij de FBI was hij actief als black hat. Nadat hij opgepakt werd door dr. Ryan kreeg hij de keus van haar: of voor haar gaan werken en op het rechte pad blijven of de gevangenis in gaan. Op zijn eerste werkdagen werd hij argwanend in de gaten gehouden door de rest van het team. Na een loop van tijd besefte het team dat hij een waardevolle collega is die goed bij hen past.
- Raven Ramirez (Hayley Kiyoko) - voormalige black hat en nu FBI analist: Ramirez is twee jaar geleden, net als Nelson, ook na haar arrestatie door dr. Ryan bij het team gehaald, en is gespecialiseerd in sociale mediaonderzoek, internationale relaties en cyber trends.
- Daniel Krumitz (Charley Koontz) – special agent: Nadat zijn ouders in zijn kinderjaren werden vermoordt werd het hem al duidelijk dat hij later bij de FBI wilde werken. Hij is een ervaren analist, volgens dr. Ryan de beste van de wereld, en is goudeerlijk en zeer loyaal voor het team. Hij heeft een zus genaamd Francine, en trekt veel op met Nelson en dr. Ryan.
- D.B. Russell (Ted Danson) - forensisch onderzoeker: Russell wordt omschreven als een Sherlock Holmes, zoon van een hippie-echtpaar en heeft het vak als forensisch onderzoeker geleerd in zowel Seattle als Las Vegas. Hij heeft nu een functie op een nieuwe afdeling van de FBI waar hij nauw samenwerkt met dr. Ryan. Russell is getrouwd met Barbara en heeft met haar twee kinderen, zoon Charlie en dochter Maya en heeft een kleindochter Kaitlyn.

### Terugkerende rollen
- Andrew Michaels (Brent Sexton) – ex-man van dr. Ryan: Michaels en dr. Ryan waren getrouwd en hadden samen een dochter. Na het overlijden van hun dochter gingen zij scheiden.
- David Ortega (Michael Irby) – medisch onderzoeker: staat in zijn functie regelmatig dr. Ryan bij met haar onderzoekswerk.
- Francine Krumitz (Angela Trimbur) – zus van Daniel Krumitz: Zij is nog steeds van slag na de moord op haar ouders, maar kan dit beter verbergen dan haar broer.
- Michelle Mundo (Mckenna Grace) – dochter van Elijah Mundo: Zij is dol op haar vader maar woont voornamelijk bij haar moeder.
- Devon Atwood (Alexie Gilmore) – vrouw van Elijah Mundo: In het begin van de televisieserie woont zij apart van haar man maar houdt nog wel veel van hem. Zij besluiten om toch weer samen te komen, maar willen dit wel geheim houden voor hun dochter.

## Afleveringen
| Seizoen | datum eerste aflevering | datum laatste aflevering | aantal afleveringen |
| ------- | ----------------------- | ------------------------ | ------------------- |
| 1       | 4 maart 2015            | 13 mei 2015              | 13                  |
| 2       | 4 oktober 2015          | 12 mei 2016              | 18                  |